# Nõmmküla
Nõmmküla este o arie protejată (arie specială de conservare — SAC, sit de importanță comunitară — SCI) din Estonia întinsă pe o suprafață de 136,5 ha, integral pe uscat.

## Localizare
Centrul sitului Nõmmküla este situat la coordonatele 58°39′54″N 23°12′14″E / 58.665°N 23.2038°E.

## Înființare
Situl Nõmmküla a fost declarat sit de importanță comunitară în aprilie 2004 pentru a proteja 1 specie de plante. Situl a fost protejat și ca arie specială de conservare în iulie 2006.

## Biodiversitate
Situată în ecoregiunea boreală, aria protejată conține 1 habitat natural: Alvar nordic și șisturi calcaroase precambriene.
La baza desemnării sitului se află o specie protejată de  plante: Encalypta mutica.